# Томаш Гаєк
Томаш Гаєк (чеськ. Tomáš Hájek, нар. 1 грудня 1991, Злін, Чехія) — чеський футболіст, центральний захисник нідерландського клубу «Вітесс».

## Ігрова кар'єра
Займатися футболом Томаш Гаєк почав у рідному місті Злін у клубі «Фастав». За команду він зіграв перший матч у березні 2011 року у Другій лізі чемпіонату Чехії. У Гамбрінус лізі Гаєк дебютував на початку 2013 року. В той час він на правах оренди виступав за клуб «Градець-Кралове». Повернувшись до складу «Фастава», у 2015 році Гаєк допоміг клубу піднятися у вищий дивізіон.
У 2017 році Гаєк перейшов до складу «Вікторії» (Пльзень). У цьому клубі футболіст досяг найвищих результатів в своїй кар'єрі. Разом з командою він виграв чемпіонат країни та брав участь у матчах Ліги чемпіонів та Ліги Європи. Другу половину сезону 2019 року Гаєк провів в оренді у клубі «Млада Болеслав».
А вже влітку 2019 захисник підписав трирічний контракт з нідерландським клубом «Вітесс».

## Досягнення
Вікторія (Пльзень)
- Чемпіон Чехії: 2017/18